# John Fletcher Hurst

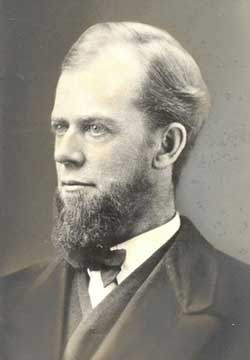
John Fletcher Hurst

John Fletcher Hurst (* 17. August 1834 in Salem, Dorchester County, Maryland; † 4. Mai 1903 in Bethesda, Maryland) war ein amerikanischer Bischof in der Methodist Episcopal Church und erster Kanzler der American University in Washington, D.C.

## Leben
Nach seinem Studienabschluss am Dickinson College im Jahre 1854 setzte er sein Studium im Jahre 1856 an den Universitäten Halle und Heidelberg fort.
Von 1858 bis 1866 war er seelsorgerlich tätig. 1862 wurde er durch Bischof Thomas Asbury Morris ordiniert. Von 1866 bis 1870 lehrte er Systematische Theologie am Martin Mission Institute in Bremen. 1870 wechselte er an das Drew Theological Seminary in Madison, New Jersey und lehrte Kirchengeschichte. 1873 wurde er dort zu dessen Präsidenten gewählt. Das Amt übte er bis zu seiner Ernennung zum Bischof aus.
Während seiner Amtszeit stellte er die unter ihrem Stifter Daniel Drew verloren gegangene Stiftung des Drew Theological Seminary wieder her und verbesserte gemeinsam mit John McClintock und George Richard Crooks die Qualität der Theologenausbildung.
Als Bischof wurde er nach Des Moines, Iowa berufen. Anschließend wurde er der erste Kanzler der American University in Washington, D.C., wo er die finanziellen Mittel sammelte und die Universität eröffnete. Er diente als Kanzler von 1891 bis zu seinem Tode am 4. Mai 1903 in Bethesda, Maryland.

## Gedenken
Auf dem Campus der American University ist ein Gebäude nach ihm benannt.

## Werke
- A History of Rationalism. 1866.
- Hagenbachs Church History of the Eighteenth and Nineteenth Centuries (2 Bände, 1869), Übersetzung
- van Oosterzees John’s Gospel: Apologetical Lectures (1869), Übersetzung
- Langes Commentary on the Epistle to the Romans (1869), Übersetzung mit Ergänzungen
- Martyrs to the Tract Cause: A Contribution to the History of the Reformation (1872), Übersetzung und Überarbeitung von Thelemanns Märtyrer der Traktatsache (1864)
- Outlines of Bible History (1873)
- Outlines of Church History (1874)
- Life and Literature in the Fatherland: the Story of a Five Years’ Residence in Germany (1875), sketches of Germany
- Our Theological Century (1877), a brief pamphlet
- Bibliotheca Theologica (1883), a compilation by his students, revised by G. W. Gillmore in 1895 under the title Literature of Theology
- Indika: the Country and People of India and Ceylon (1891), the outgrowth of his travels in 1884–1885 when he held the conferences of India
- A Short History of the Christian Church (1893), several church histories (Chautauqua text-books) published together